# Råtjärnen, Norrbotten
Råtjärnen är en sjö i Luleå kommun i Norrbotten och ingår i Luleälvens huvudavrinningsområde. Sjön har en area på 0,0521 kvadratkilometer och ligger 42 meter över havet. Sjön avvattnas av vattendraget Marsbäcken.

## Delavrinningsområde
Råtjärnen ingår i det delavrinningsområde (730160-176967) som SMHI kallar för Mynnar i Åkerbäcken. Medelhöjden är 47 meter över havet och ytan är 15,91 kvadratkilometer. Det finns inga avrinningsområden uppströms utan avrinningsområdet är högsta punkten. Marsbäcken som avvattnar avrinningsområdet har biflödesordning 3, vilket innebär att vattnet flödar genom totalt 3 vattendrag innan det når havet efter 21 kilometer. Avrinningsområdet består mestadels av skog (74 procent). Avrinningsområdet har 0,05 kvadratkilometer vattenytor vilket ger det en sjöprocent på 0,3 procent.